# Sisinio González Martínez
Sisinio González Martínez znany również jako Sísí (ur. 22 kwietnia 1986 w Alicante) – hiszpański piłkarz występujący na pozycji pomocnika w FC Gifu. Wychowanek Valencii, w swojej karierze grał także w takich zespołach jak Hércules CF, Real Valladolid, Recreativo Huelva, CA Osasuna, Suwon oraz Lech Poznań. Były młodzieżowy reprezentant Hiszpanii.